# 酒石 (亞利桑那州)
酒石（英語：Tartron）是位於美國亞利桑那州馬里科帕縣的一個非建制地區。該地的面積和人口皆未知。

## 地理
酒石的座標為32°52′44″N 113°06′00″W / 32.87889°N 113.10000°W，而該地的平均海拔高度為222米（即728英尺）。